# Kaveldunsmal
Kaveldunsmal, Atremaea lonchoptera är en fjärilsart som beskrevs av Otto Staudinger 1871. Kaveldunsmal ingår i släktet Atremaea och familjen stävmalar, Gelechiidae. Arten är ännu inte påträffad i Sverige. Inga underarter finns listade i Catalogue of Life.